# Virginia Rodríguez Rivera
Virginia Rodríguez Rivera (Ciudad de México, 16 de agosto de 1894-ibídem, 24 de agosto de 1968) fue una profesora y folklorista mexicana.

## Biografía
Virginia Rodríguez Rivera se formó como profesora de educación básica en la Escuela Normal para Maestras y, posteriormente, estudió derecho y ciencias sociales en la Universidad Obrera de México. Durante algunos años, ejerció el magisterio en la Ciudad de México hasta que en 1917 comenzó a trabajar en las oficinas de la Secretaría de Gobernación; después de su renuncia, hacia 1937, contrajo matrimonio con el musicólogo Vicente T. Mendoza.
Tras una visita del investigador Ralph Steele Boggs a la Sociedad Antropológica de México, Vicente T. Mendoza y Rodríguez Rivera son designados como director y "secretaria perpetua" de la recién creada Sociedad Folklórica de México, en un asamblea llevada a cabo el 30 de agosto de 1938. El matrimonio asume a la vez la financiación y publicación del Anuario de la Sociedad Folklórica de México, órgano difusor del nuevo círculo intelectual. A partir de este momento, la carrera de Rodríguez Rivera se vuelca hacia la difusión e investigación del folklore mexicano.
En 1956 asume la cátedra de Investigación Folklórica del Conservatorio Nacional de Música. Virginia Rodríguez Rivera y Vicente T. Mendoza se divorcian en 1957, interrumpiendo las actividades editoriales y la recopilación de materiales de la Sociedad Folklórica de México.
Durante los últimos años de su vida trabajó dentro de la Escuela de Danza del Instituto Mexicano del Seguro Social. Falleció el 24 de agosto de 1968.

## Publicaciones selectas

### Artículos
- Rodríguez Rivera, Virginia. «Adivinanzas en México». Revista Hispánica Moderna 9 (1): 269-276.
- Rodríguez Rivera, Virginia. «La copla en México». Revista Hispánica Moderna 10 (1/2): 161-174.

### Libros
- Rodríguez Rivera, Virginia (1965). La comida en el México antiguo y moderno. México: Pormarca.
- Rodríguez Rivera, Virginia (1967). Mujeres folkloristas. México: Universidad Nacional Autónoma de México, Instituto de Investigaciones Estéticas.
- Rodríguez Rivera, Virginia (1967). Santa Bárbara: Estudio histórico y geográfico de la oración de la santa. México: s.e.

### Libros en coautoría
- Vicente T. Mendoza; Virginia Rodríguez Rivera (1952). Folklore de San Pedro Piedra Gorda, Zacatecas. México: Instituto Nacional de Bellas Artes.
- Vicente T. Mendoza; Virginia Rodríguez Rivera (1986). Estudio y clasificación de la música tradicional hispana de Nuevo México. México: Universidad Nacional Autónoma de México, Instituto de Investigaciones Estéticas.
- Vicente T. Mendoza; Virginia Rodríguez Rivera (1991). Folklore de la región central de Puebla. México: Instituto Nacional de Bellas Artes, Centro Nacional de Investigación, Documentación e Información Musical Carlos Chávez.